# Byrde Rocks
Byrde Rocks är klippor i Sydgeorgien och Sydsandwichöarna (Storbritannien). De ligger i den nordvästra delen av Sydgeorgien och Sydsandwichöarna.
Terrängen runt Byrde Rocks är huvudsakligen kuperad, men den allra närmaste omgivningen är platt.  Det finns inga samhällen i närheten. 